# Minnesota and International Railway
Le Minnesota and International Railway (sigle : M&I) était un chemin de fer américain de classe I qui opérait dans le centre et le nord du Minnesota jusqu'à la frontière avec le Canada. Son activité allait de pair avec le Big Fork and International Falls Railway. Il fut racheté par le Northern Pacific Railway en 1941. Ce dernier fusionna en 1970 avec d'autres grandes compagnies pour former le Burlington Northern Railroad.

## Histoire

### la ligne Brainerd - Nordhome
Le Brainerd and Northern Minnesota Railway (B&NM) fut créé en 1892 pour relier  Brainerd (ville située sur la ligne du Northern Pacific) aux forêts de cèdres du nord du Minnesota. Le 6 juillet 1894, le B&NM reçut l'autorisation de traverser la réserve indienne de Leech Lake, ce qui lui permettait d'atteindre Bemidji.
E.W. Backus, qui possédait la scierie International Lumber Company à International Falls, Minnesota, créa le Minnesota and International Railway le 16 juillet 1900. L'objectif de cette ligne était d'exploiter les forêts de cèdres du Nord du Minnesota et de transporter les grumes, la pâte à papier et autres dérivés du bois entre les différentes industries situées le long de la ligne et à International Falls; sa connexion avec le Northern Pacific à Brainerd, Minnesota, permettait de distribuer les produits vers le sud.
L'année suivante, le Minnesota & International Railway (M&I) absorba le B&NM.
Vers 1905, un embranchement long de 17,7 km permettait de relier Funkley à Kelliher en passant sur un pont bâti sur la rivière Battle.
Après avoir remporté en 1916 une enchère importante pour des droits de coupe de bois dans la réserve indienne de Red Lake, E.W. Backus expédiait son bois via le Minneapolis, Red Lake & Manitoba Railway jusqu'à Bemidji, où il était chargé sur le M&I puis acheminé vers sa scierie à International Falls.
Les villes fondées ou desservies par la ligne du Minnesota & International Railroad incluaient Tenstrike, Hines, Blackduck, Funkley, Houpt, Northome, Mizpah, Margie, Big Falls, Grand Falls, Wisner, Littlefork, Pelland et Nakoda.
La Crookston Lumber Co. exploitaient plus de 48 km de ramifications de lignes forestières reliées au M&I entre Blackduck et Northome.
Au début du XXe siècle, un déraillement survint à 3,2 km au nord de Nisswa (nord de  Brainerd) et de nombreux wagons s'enfoncèrent dans le sol boueux. De nos jours, ils y reposent toujours par 4,60 m de fond, sous ce qui est devenu la piste Paul Bunyan State Trail.

### La ligne Nordhome – Grand Falls
Le Big Fork and Northern Railway (BF&N) fut créé le 18 février 1905 pour relier Nordhome à Grand Falls sur la rivière Big Fork River. Gemmell (anciennement Stoner), capitale américaine du cèdre, fut reliée cette même année; on y trouvait de nombreuses scieries. Le Minnesota & International Railway loua les 51,2 km du BF&N le 18 décembre 1905, et commença son exploitation le lendemain. La ligne Brainerd – Grand Falls mesurait 415 km.

### La ligne Grand Falls – International Falls
Le Big Fork and International Falls Railway (BF&IF) fut créé le 29 décembre 1906 dans le but de relier Grand Falls sur la rivière Big Fork River à International Falls. Cette portion, achevée en 1907, mesurait 50 km. La ligne Brainerd – International Falls via Bemidji, faisait 465 km.
Si le M&I et le BF&IF présentaient des identités différentes, ils étaient soumis à une exploitation et un contrôle commun.
E.W. Backus, grâce à la Minnesota and Ontario Paper Company, commença à développer un vaste complexe de papèteries à International Falls, Minnesota et Fort Frances, Ontario.
Entre 1913 et 1923, le Northern Pacific Railway prit 70 % des parts du Minnesota & International Railway et du Big Fork & International Falls Railway. Cependant ces derniers continuèrent leurs exploitations en toute indépendances avec leurs propres locomotives, wagons, gares, installations de maintenances et archives. Ces trois compagnies acheminaient de gros tonnage de pâte à papier.
À partir de 1930, le tandem M&I / BF&IF, fit circuler un train de voyageurs quotidien entre Brainerd et International Falls, lequel incluait des voitures-lits et des voitures en direction ou en provenance de Saint Paul et Minneapolis; un train de voyageurs reliait Little Falls (sur le Northern Pacific) à Kelliher via Brainerd.

### Le Northern Pacific Railway
Le tandem M&I / BF&IF fut intégré par le Northern Pacific Railway le 22 octobre 1941, et la ligne fut exploitée sous le nom de la huitième subdivision de la Lake Superior Division du Northern Pacific. Le siège de cette Division se trouvait à Duluth, Minnesota. Le train de voyageurs avec des voitures-lits Pullman circulant entre St. Paul-Minneapolis et International Falls fut maintenu jusqu'en 1960. Par contre celui desservant Brainerd à Kelliher fut transformé en train mixte, avant d'être supprimé dès 1950.

### le Burlington Northern Railroad
Le Burlington Northern Railroad fut créé le 2 mars 1970 à la suite de la fusion géante entre le Great Northern Railway, le Northern Pacific Railway, le Chicago, Burlington and Quincy Railroad, et le Spokane, Portland and Seattle Railway. Le Burlington Northern supprima l'embranchement de  Kelliher en 1980.